# Mravcové
Mravcové je přírodní památka v katastrálním území Nová Bošáca v okrese Nové Mesto nad Váhom v Trenčínském kraji na Slovensku. Území bylo vyhlášeno v roce 2002 a jeho rozloha je 0,82 hektaru. Předmětem ochrany je pěnovcové útočiště vstavačovitých rostlin a bezobratlých živočichů. Území leží na jihozápadním úpatí Velkého Lopeníku u Česko-slovenské státní hranice, v chráněné krajinné oblasti Biele Karpaty.